# Chiesa di San Nicolò (Malles Venosta)
La chiesa di San Nicolò (in tedesco Kirche St. Nikolaus) è la parrocchiale a Planol (Planeil), frazione di Malles Venosta (Mals) in Alto Adige. Appartiene al decanato di Malles della diocesi di Bolzano-Bressanone e risale al XIX secolo.

## Descrizione
L'edificio sacro è un monumento sottoposto a tutela col numero 15796 della provincia autonoma di Bolzano.